# Arquidiócesis de Gwangju
La arquidiócesis de Gwangju (en latín: Archidioecesis Kvangiuen(sis) y en coreano: 천주교 광주대교구) es una circunscripción eclesiástica latina de la Iglesia católica en Corea del Sur, sede metropolitana de la provincia eclesiástica de Gwangju. La arquidiócesis tiene al arzobispo Hyginus Kim Hee-jong como su ordinario desde el 25 de marzo de 2010.

## Territorio y organización
La arquidiócesis extiende su jurisdicción sobre los fieles católicos de rito latino residentes en la ciudad metropolitana de Gwangju y en la provincia de Jeolla del Sur.
La sede de la arquidiócesis se encuentra en la ciudad de Gwangju, en donde se halla la Catedral del Sagrado Corazón de Jesús, conocida como Catedral de Im-dong. 
En 2019 la arquidiócesis estaba dividida en 138 parroquias. 
La arquidiócesis tiene como sufragáneas a las diócesis de Jeju y Jeonju.

## Historia
La prefectura apostólica de Kwoszu fue erigida el 13 de abril de 1937 con la bula Quidquid Christi Evangelio del papa Pío XI separando territorio del vicariato apostólico de Taiku (hoy arquidiócesis de Daegu).
El 12 de julio de 1950 tomó el nombre de prefectura apostólica de Kwangju.
El 21 de enero de 1957 la prefectura apostólica fue elevada a vicariato apostólico con la bula Nil gratius del papa Pío XII.
El 10 de marzo de 1962 el vicariato apostólico fue elevado al rango de arquidiócesis metropolitana con la bula Fertile Evangelii semen del papa Juan XXIII.
El 28 de junio de 1971 cedió una parte de su territorio a favor de la erección de la prefectura apostólica de Cheju (hoy diócesis de Jeju) mediante la bula Quoniam supremi del papa Pablo VI.

## Episcopologio
- Owen MacPolin, S.S.C.M.E. † (13 de abril de 1937-1942 renunció)
  - Sede vacante (1942-1948)
- Patrick Thomas Brennan, S.S.C.M.E. † (12 de noviembre de 1948-24 de septiembre de 1950 falleció)
  - Sede vacante (1950-1954)
- Harold William Henry, S.S.C.M.E.[6] † (octubre de 1954-28 de junio de 1971 nombrado administrador apostólico de Cheju)
  - Sede vacante (1971-1973)
- Victorinus Youn Kong-hi (25 de octubre de 1973-30 de noviembre de 2000 retirado)
- Andreas Choi Chang-mou (30 de noviembre de 2000 por sucesión- 25 de marzo de 2010 renunció)
- Hyginus Kim Hee-jong, por sucesión el 25 de marzo de 2010

## Estadísticas
De acuerdo al Anuario Pontificio 2020 la arquidiócesis tenía a fines de 2019 un total de 363 697 fieles bautizados.
| Año                                                                             | Población            | Población | Población      | Sacerdotes | Sacerdotes    | Sacerdotes    | Bautizados por sacerdote | Diáconos permanentes | Religiosos | Religiosos | Parroquias |
| Año                                                                             | Bautizados católicos | Total     | % de católicos | Total      | Clero secular | Clero regular | Bautizados por sacerdote | Diáconos permanentes | Varones    | Mujeres    | Parroquias |
| ------------------------------------------------------------------------------- | -------------------- | --------- | -------------- | ---------- | ------------- | ------------- | ------------------------ | -------------------- | ---------- | ---------- | ---------- |
| 1949                                                                            | 6978                 | 3 295 000 | 0.2            | 23         | 4             | 19            | 303                      |                      |            | 3          | 23         |
| 1970                                                                            | 75 057               | 4 688 404 | 1.6            | 150        | 87            | 63            | 500                      |                      | 77         | 154        | 43         |
| 1980                                                                            | 81 736               | 4 028 000 | 2.0            | 69         | 33            | 36            | 1184                     |                      | 61         | 157        | 50         |
| 1990                                                                            | 175 833              | 3 777 723 | 4.7            | 107        | 75            | 32            | 1643                     |                      | 96         | 362        | 60         |
| 1999                                                                            | 262 279              | 3 492 725 | 7.5            | 167        | 137           | 30            | 1570                     |                      | 119        | 460        | 88         |
| 2000                                                                            | 273 552              | 3 515 998 | 7.8            | 176        | 144           | 32            | 1554                     |                      | 154        | 503        | 90         |
| 2001                                                                            | 281 493              | 3 517 902 | 8.0            | 195        | 182           | 13            | 1443                     |                      | 119        | 498        | 96         |
| 2002                                                                            | 288 602              | 3 509 841 | 8.2            | 204        | 190           | 14            | 1414                     |                      | 144        | 541        | 97         |
| 2003                                                                            | 294 771              | 3 461 146 | 8.5            | 223        | 200           | 23            | 1321                     |                      | 101        | 653        | 100        |
| 2004                                                                            | 301 448              | 3 425 105 | 8.8            | 228        | 201           | 27            | 1322                     |                      | 134        | 562        | 102        |
| 2010                                                                            | 329 951              | 3 373 315 | 9.8            | 270        | 211           | 59            | 1222                     |                      | 178        | 544        | 119        |
| 2013                                                                            | 342 380              | 3 415 706 | 10.0           | 279        | 225           | 54            | 1227                     |                      | 148        | 493        | 131        |
| 2016                                                                            | 355 923              | 3 430 216 | 10.4           | 302        | 245           | 57            | 1178                     |                      | 193        | 526        | 137        |
| 2019                                                                            | 363 697              | 3 398 163 | 10.7           | 308        | 248           | 60            | 1180                     |                      | 118        | 522        | 138        |
| Fuente: Catholic-Hierarchy, que a su vez toma los datos del Anuario Pontificio. |                      |           |                |            |               |               |                          |                      |            |            |            |